# Тукоджі Рао III
Тукоджі Рао III (гінді तुकोजीराव होलकर तृतीय; 26 листопада 1890 — 21 травня 1978) — магараджа Індаура у 1903–1926 роках.

## Життєпис
Походив з династії Холкарів. Старший син Шиваджі Рао та Сіта Баї. Народився 1890 року. Сахіб Холкар. Його батько зрікся трону 31 січня 1903 року, після чого він став новим магараджею. Була призначена регентська рада, яка діяла до його повноліття 6 листопада 1911 року. Здобув освіту в коледжі Дейлі, і вищій школі в Дехрадуні.
У 1911 році був присутній на коронації британського короля Георга V у Лондоні. У лютому 1914 року магараджа заснував орден «За заслуги» Холкара. 1918 року йому було присвоєно звання Великого Лицаря Ордена Зірки Індії. 22 листопада 1920 року заснував орден Ахіл'я Баї Холкар.
1926 року був причетним до вбивства танцівниці його гарему, яке сталося в Бомбеї. Під тиском британського уряду 26 лютого того ж року зрікся влади на користь сина Ясвант Рао II та залишив князівство Індаур. Цей інцидент надихнув фільм «Кулін Канта». Після зречення переважно мешкав у Франції. Помер у Парижі 1978 року.